# Monumento conmemorativo a George Gordon Meade
El monumento conmemorativo a George Gordon Meade, también conocido como Major General George Gordon Meade, es una obra de arte pública en Washington D. C. en honor a George Meade, un oficial militar de carrera de Pensilvania, conocido por derrotar al general Robert E. Lee en el batalla de Gettysburg. El monumento está ubicado en la cuadra 300 de la avenida Pensilvania NW frente al Palacio de Justicia de los Estados Unidos E. Barrett Prettyman. Originalmente estaba ubicado en Union Square, pero fue retirado y almacenado durante catorce años antes de instalarse en su ubicación actual. La estatua fue esculpida por Charles Grafly, educador y fundador de la Sociedad Nacional de Escultura, y fue un regalo del estado de Pensilvania. Entre los asistentes destacados a la ceremonia de inauguración en 1927 se encontraban el presidente Calvin Coolidge, el gobernador John Stuchell Fisher, el secretario del Tesoro Andrew W. Mellon y el senador Simeon D. Fess.
El monumento es uno de los dieciocho monumentos de la Guerra Civil en Washington D. C., que se incluyeron colectivamente en el Registro Nacional de Lugares Históricos en 1978. La escultura de mármol y granito, que incluye representaciones de Meade y siete figuras alegóricas, descansa sobre una base de granito y una plataforma de granito. Está rodeado por una plaza pública y un pequeño parque. El monumento es propiedad y está mantenido por el Servicio de Parques Nacionales, una agencia federal del Departamento del Interior.
Otro monumento a Meade del escultor Henry Kirke Bush-Brown se encuentra en el campo de batalla de Gettysburg. Fue dedicado en 1896 como el primer monumento ecuestre erigido en el campo de batalla y es uno de los numerosos monumentos y marcadores de Gettysburg.

## Historia

### Contexto
George Meade fue un oficial militar de carrera de Pensilvania, conocido por su papel como general de la Unión durante la guerra de Secesión. Se graduó de la Academia Militar de los Estados Unidos en West Point en 1835 y sirvió brevemente en el Ejército durante la Segunda Guerra Seminole. Comenzó a trabajar como ingeniero civil para compañías ferroviarias y el Departamento de Guerra hasta que se reincorporó al ejército en 1842. Meade luchó en la Guerra México-Estadounidense y fue ascendido a primer teniente por sus acciones heroicas en la Batalla de Monterrey. Desde la década de 1850 hasta el inicio de la guerra de Secesión en 1861, Meade participó en la topografía costera y el diseño de faros, principalmente para el Cuerpo de Ingenieros Topográficos. Fue ascendido a general de brigada al comienzo de la guerra, pero resultó gravemente herido en la batalla de Glendale en 1862. Recuperó y lideró las fuerzas durante las principales batallas, incluidas Antietam y Fredericksburg. En junio de 1863, Meade reemplazó al general Joseph Hooker como oficial al mando del Ejército del Potomac y libró su mayor batalla solo unos días después en Gettysburg, la batalla más sangrienta de la guerra. Logró derrotar al general Robert E. Lee y las fuerzas confederadas, pero el presidente Abraham Lincoln lo criticó por permitir que las fuerzas confederadas se retiraran a Virginia. Meade continuó sirviendo como oficial al mando del Ejército del Potomac hasta el final de la guerra, aunque Ulysses S. Grant fue nombrado general en jefe de todos los ejércitos de la Unión, reemplazando la autoridad de Meade.

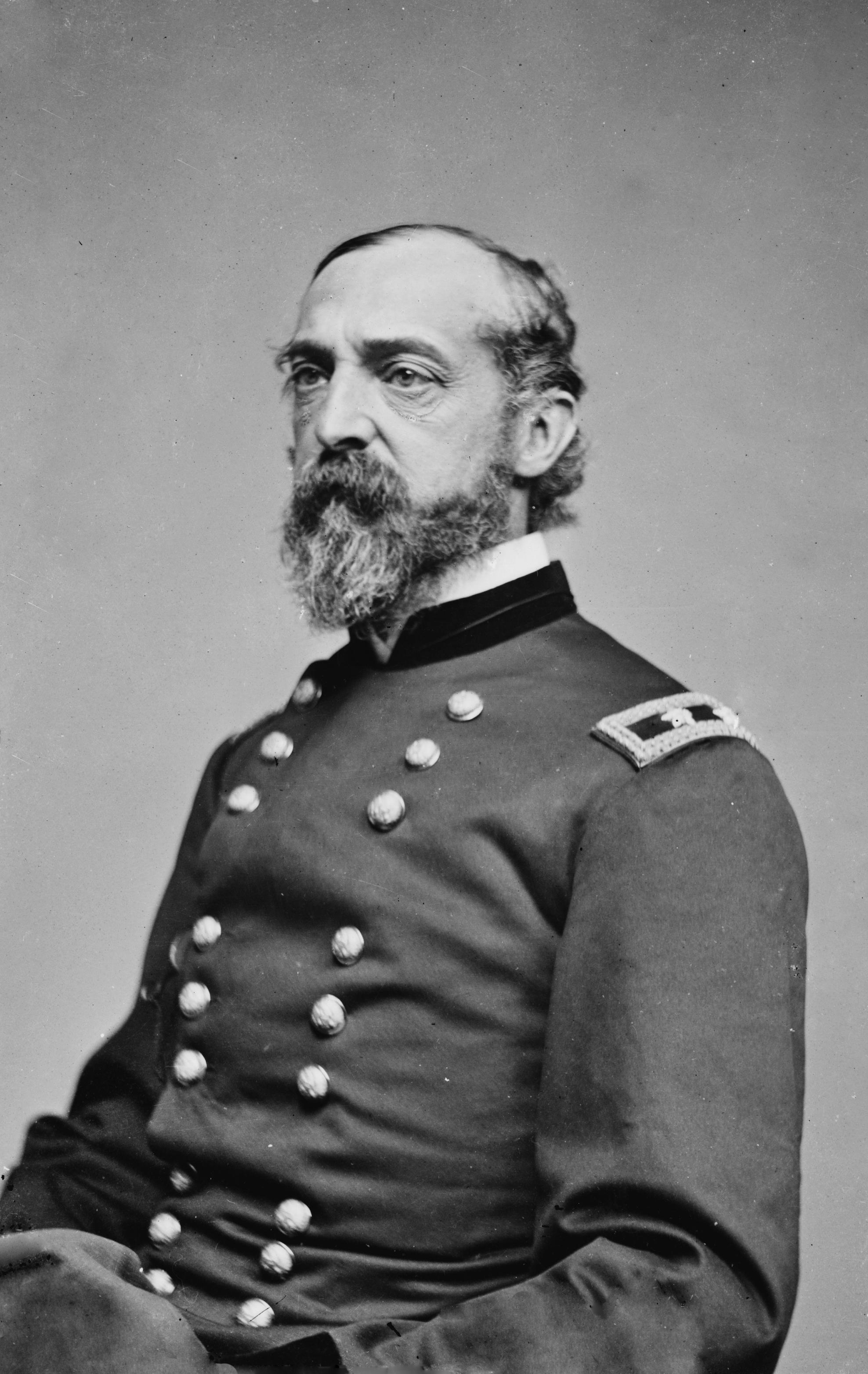
George Gordon Meade, fotografiado por Mathew Brady.

A diferencia de muchos generales de la guerra de Secesión, no hubo pedidos para un monumento a Meade después de su muerte en 1872 porque no era popular entre Lincoln, Grant o sus compañeros oficiales, aunque era considerado un héroe en su Pensilvania natal. En la década de 1910, los miembros del Gran Ejército de la República (GAR) y las organizaciones fraternales de la Sociedad del Ejército del Potomac presionaron a la Asamblea General de Pensilvania para financiar una estatua de Meade. La asamblea estatal encargó la escultura el 18 de octubre de 1913 y asignó 200 000 dólares para su construcción. Los miembros de la delegación del Congreso de Pensilvania presionaron al Congreso para que aprobara la escultura y una ley del Congreso autorizó su erección el 21 de enero de 1915. El Congreso ordenó que el diseño de la escultura y el sitio del monumento fueran aprobados por la Comisión de Bellas Artes (CFA). Debido a que el monumento fue un regalo del estado de Pensilvania, el gobernador del estado nombró una Comisión Conmemorativa de Meade. La comisión, encabezada por John W. Frazier, un veterano que luchó con Meade en Gettysburg, estaba compuesta por arquitectos, artistas y planificadores que coincidían en muy pocas cosas. Frazier fue considerado abusivo y sin tacto, enviando cartas groseras a la CFA y exigiendo ciertos requisitos para el memorial. Esto creó un callejón sin salida que duró hasta la muerte de Frazier en 1918. Después de su muerte, la comisión conmemorativa finalmente eligió a un escultor, un nativo de Pensilvania llamado Charles Grafly (1862-1929).
Grafly fue uno de los fundadores de la Sociedad Nacional de Escultura y educador durante mucho tiempo en la Academia de Bellas Artes de Pensilvania, conocido por sus bustos de retratos. Aunque Grafly estaba en la cima de su carrera, la CGA dudaba en aprobarlo para diseñar la escultura porque sus obras simbólicas habían sido criticadas por ser incomprensibles. La CFA finalmente acordó considerar a Grafly y luego de varios meses de negociaciones y cambios, se aprobó un diseño de escultura preliminar en agosto de 1918. Grafly recibió $85,000 por su comisión. Pasaron varios años de disputas sobre el diseño final y la ubicación del monumento hasta el 28 de marzo de 1922, cuando se llevó a cabo una ceremonia oficial de inauguración. El sitio elegido fue cerca de 3rd Street NW en Union Square, un parque público en Capitol Hill, y cerca del gran Ulysses S. Grant Memorial. Antes de que se instalara el monumento, se demolieron los últimos invernaderos del jardín botánico y se movió la Fuente Bartholdi para dejar espacio. Los arquitectos elegidos para diseñar el monumento fueron Grant Simon y Edward P. Simon de Filadelfia. Los hermanos Piccirilli esculpieron el monumento y el contratista del proyecto fue George A. Fuller Company. El costo total del monumento y su instalación fue de 400 000 dólares.

### Dedicación

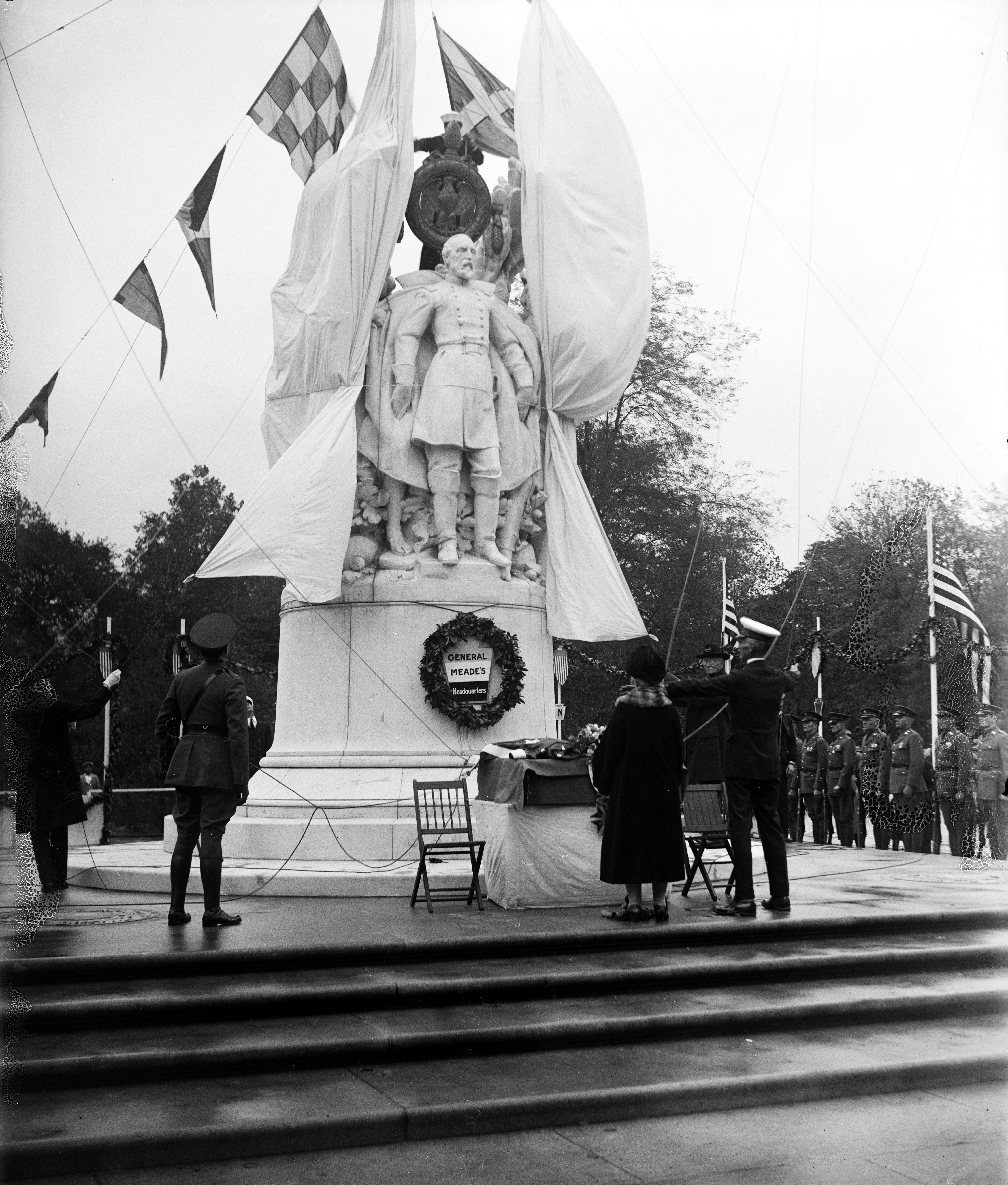
Dedicación del monumento en 1927

El monumento se dedicó formalmente el 19 de octubre de 1927, convirtiéndose en uno de los últimos monumentos de la guerra de Secesión erigidos en Washington D. C. En el momento de la dedicación, muchos de los miembros de GAR y de la Sociedad del Ejército del Potomac que defendieron el monumento habían muerto. y solo unos pocos veteranos de la guerra de Secesión pudieron asistir a la ceremonia. Entre los asistentes destacados a la ceremonia se encontraban el presidente Calvin Coolidge, su esposa, Grace, el gobernador de Pensilvania, John Stuchell Fisher, el secretario de Marina, Curtis D. Wilbur, el secretario del Tesoro, Andrew W. Mellon, el secretario de Trabajo, James J. Davis, y el senador Simeon D. Fess, presidente interino de la comisión conmemorativa. Alrededor del monumento se construyeron pabellones temporales blancos adornados con vegetación, escudos nacionales y el escudo de armas de Pensilvania para invitados y miembros del público. El estrado del orador estaba decorado con palmeras, helechos y flores de colores otoñales. A ambos lados del monumento estaba la bandera nacional ; la bandera izquierda de la era de la guerra de Secesión tenía 35 estrellas y la bandera derecha era la bandera actual de 48 estrellas.
El ministro de la Iglesia Presbiteriana de Northminster, Hugh K. Fulton, pronunció la invocación y el reverendo JH Pershing dirigió la oración dedicatoria. Fisher pronunció un discurso que detallaba la vida y la carrera de Meade, seguido de la inauguración del monumento por parte de la hija de Meade, Henrietta, quien fue escoltada por Ulysses S. Grant III. Cuando se inauguró el monumento, se soltó una bandada de palomas, que simboliza la paz, desde un altar que llevaba el emblema del Ejército del Potomac. La Banda del Ejército tocó The Star-Spangled Banner mientras se disparaban los cañones del Ejército. Fisher presentó el monumento en nombre del estado de Pensilvania a Coolidge en nombre del pueblo estadounidense. Los comentarios de Coolidge incluyen lo siguiente: "En nombre del Gobierno de la Nación que él ayudó a salvar, acepto este monumento erigido por la Commonwealth que tiene su propio hogar y el hogar de sus antepasados. El conflicto en el que tomó una parte tan importante hace mucho tiempo que pasó. La paz que amaba ha llegado. La reconciliación que buscaba es completa. La lealtad a la bandera que siguió es universal. A través de todo esto brilla su propia llama inmortal". Un anciano veterano que luchó en Gettysburg se derrumbó mientras daba un discurso contando su experiencia durante la batalla. Blanton Winship, en ese momento el principal ayudante militar del presidente, y James F. Coupal, el médico del presidente, acudieron en su ayuda. Pudo terminar su discurso y la multitud lo vitoreó. La ceremonia concluyó con la banda tocando Taps.

### Historia posterior
En 1969, el monumento fue desmantelado y colocado en una instalación de almacenamiento en 42nd Street y Hunt Place NE cuando se construyó el Capitol Reflecting Pool sobre el túnel de Third Street de la Interestatal 395. Permaneció almacenado durante varios años y el público comenzó a preguntar por qué no se había reemplazado el monumento. El representante de Pensilvania, William F. Goodling, se comunicó con el coordinador conmemorativo de la Región de la Capital Nacional del Servicio de Parques Nacionales (NPS), mientras que los miembros de la Mesa Redonda de la guerra de Secesión de Gettysburg (GCWRT) se comunicaron con Jeff Wolf para reparar la escultura, que se había agrietado en varios lugares. El GCWRT también se comunicó con la representante de Maryland, Marjorie Holt, quien solicitó que el monumento se colocara en su distrito electoral en Fort George G. Meade. El monumento fue reparado y en 1983 colocado en una nueva plaza en la avenida Pensilvania NW. Una nueva dedicación formal tuvo lugar el 3 de octubre de 1984.
El monumento es uno de los dieciocho monumentos de la guerra de Secesión en Washington D. C., que se incluyeron colectivamente en el Registro Nacional de Lugares Históricos el 20 de septiembre de 1978 y en el Inventario de Sitios Históricos del distrito de Columbia el 3 de marzo de 1979. El monumento y el parque que lo rodea son propiedad y están mantenidos por el NPS, una agencia federal del Departamento del Interior.
El escultor Henry Kirke Bush-Brown fue elegido para diseñar un monumento anterior a Meade que se encuentra en el campo de batalla de Gettysburg, ubicado cerca del punto donde fue rechazada la carga de Pickett. Se inauguró en 1896 y es una propiedad que contribuye al distrito histórico del campo de batalla de Gettysburg. El monumento ecuestre, el primero de su tipo erigido en el campo de batalla, es uno de los cientos de monumentos y marcadores ubicados en todo el distrito histórico.

## Diseño y ubicación

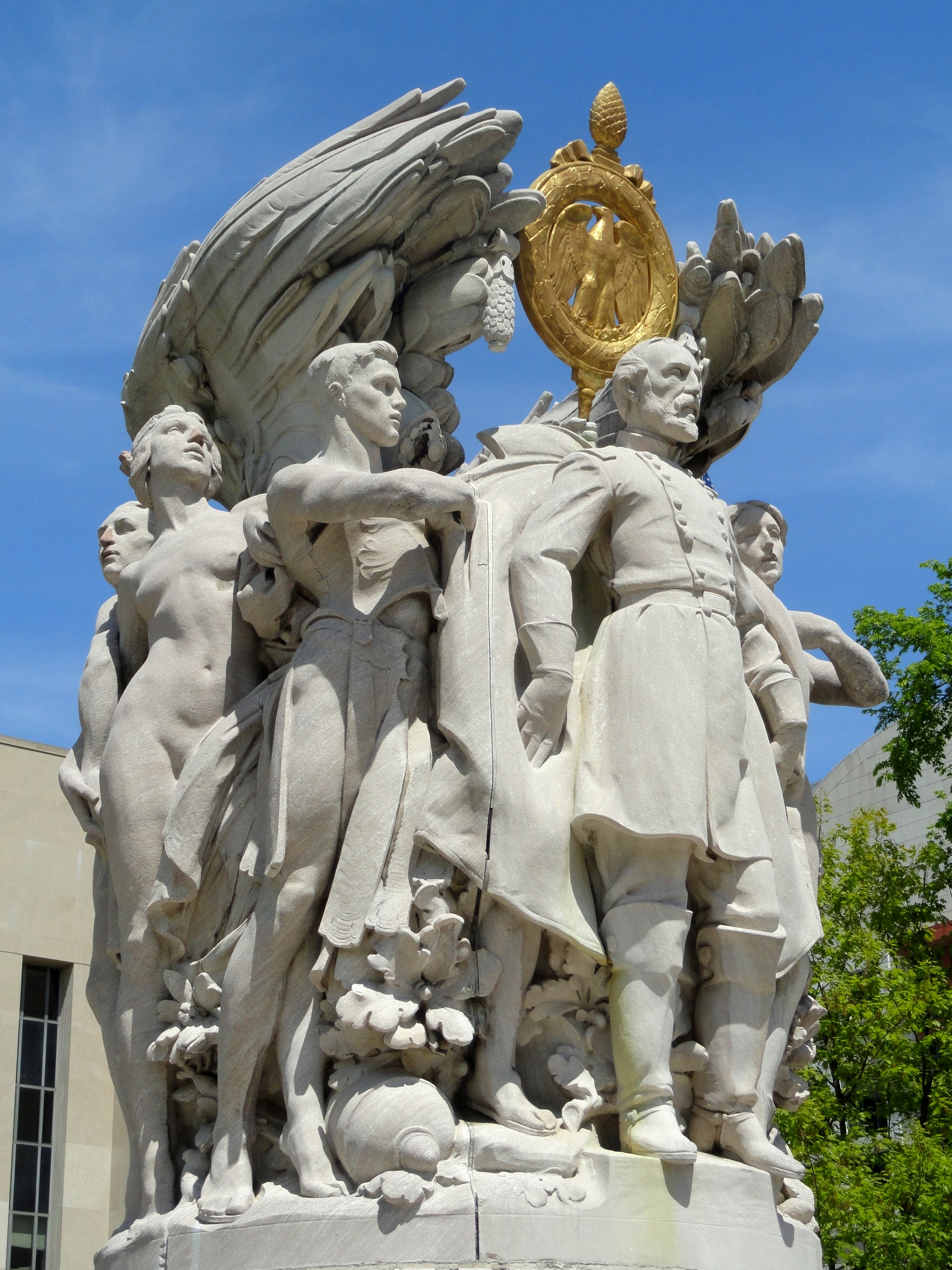
Detalle de la escultura

El monumento está ubicado en la cuadra 300 de la avenida Pensilvania NW en el vecindario Judiciary Square de Washington D. C. Se encuentra frente al Palacio de Justicia de los Estados Unidos E. Barrett Prettyman y al otro lado de la calle del edificio Este de la Galería Nacional de Arte. El monumento está ubicado en el centro de una plaza pública y un pequeño parque.
La escultura cilíndrica de mármol y granito mide 3,2 m alto y 2,7 m ancho. Meade está representado con su uniforme militar y de pie al frente de la escultura. Una figura masculina alada que representa la Guerra se encuentra en la parte trasera de la escultura y está flanqueada por dos lápidas conmemorativas. A los lados de la escultura se encuentran seis figuras alegóricas que representan cualidades que el artista creía necesarias en un gran líder militar: Caballería, Energía, Fama, Lealtad, Coraje Militar y Progreso. La figura masculina de la Lealtad, a la derecha derecha, y la figura femenina de la Caballería, a la derecha derecha, se quitan la capa militar de Meade, que representa la "capa de batalla" que Meade deja atrás. La figura que representa la Lealtad sostiene una corona y guirnaldas detrás de Meade que representan sus logros. La figura femenina que representa la Fama está detrás de la Lealtad y se apoya en la figura masculina de la Energía. Detrás de Caballería está la figura masculina del Progreso y la figura masculina del Coraje Militar. Este último está trabando armas con Guerra. Un remate dorado del sello estatal de Pensilvania se encuentra en la parte superior del monumento. La base de granito rosa Milford es 2,3 m de altura con un diámetro de 6,1 m
Las inscripciones en el monumento incluyen lo siguiente:
- CHARLES GRAFLY. SC. / MCMXX–MCMXXV (en la escultura)
- MEADE (parte frontal de la base)
- EDWARD P. SIMON / GRANT M. SIMON / ARCHITECTS / EXECUTED BY PICCIRILLI BROS (parte trasera de la base)
- THE COMMONWEALTH / OF PENNSYLVANIA / TO MAJOR GENERAL / GEORGE GORDON MEADE / WHO COMMANDED / THE UNION FORCES / AT GETTYSBURG (letras de bronce en la plataforma de granito)[11]